# Filotera
Filotera (en griego antiguo: Φιλωτέρα, Filōtèrā; Alejandría o Menfis, 315-310 a. C.-282-268 a. C.) fue una princesa egipcia del período ptolemaico, hija de Ptolomeo I y Berenice I.

## Biografía
Filotera fue la segunda hija de Ptolomeo I, primer rey de la dinastía ptolemaica, y de su esposa Berenice. Se sabe que Arsínoe II su primogénita, nació alrededor del 316-315 a. C. y que el tercer hijo Ptolomeo II vio la luz en el 308 a. C., por lo que se deduce que Filotera nació en una fecha entre ambos.
En cambio, la fecha de la muerte debe situarse entre el ascenso al trono de su hermano Ptolomeo II (282 a. C.) y la muerte de Arsínoe II (268 a. C.). A la muerte de Filotera, de hecho, Ptolomeo, que ya era faraón, estableció su culto, mientras que el yambo XVI de Calímaco, también conocido como Apoteosis de Arsínoe (en griego antiguo: Ἐκθέωσις Ἀρσινόης, Ektheosis Arsinoes), compuso para celebrar la desaparición y deificación de la reina, explícitamente dice que Filotera ya estaba muerta en ese momento. De hecho, en el poema, Calímaco imagina que la hermana de la reina, ahora una diosa, ve el fuego de la pira funeraria de su hermana desde el cielo y al principio piensa que toda la ciudad de Alejandría está en llamas.
Filotera nunca se casó, probablemente debido a alguna discapacidad física que desconocemos. Su hermana Arsínoe II y sus medio hermanas Lisandra, Ptolemaida, Teoxena y Antígona fueron entregadas como esposas a los gobernantes helenísticos a través de matrimonios dinásticos planeados por su padre (o, en el caso de Ptolemaida, por su madre Eurídice).
A la muerte de Filotera, Ptolomeo II le dedicó un templo e instituyó su culto, un honor sin precedentes en el mundo clásico para una mujer soltera. En su memoria, su hermano también le dedicó una ciudad en el Mar Rojo, la actual Safaga, así como la ciudad de Filoteris en el oasis de Fayún. La sacerdotisa de su culto fue la egipcia Heresankh, de quien se conserva una notable estatua de piedra caliza en el Museo del Louvre en París.